# فقاعة

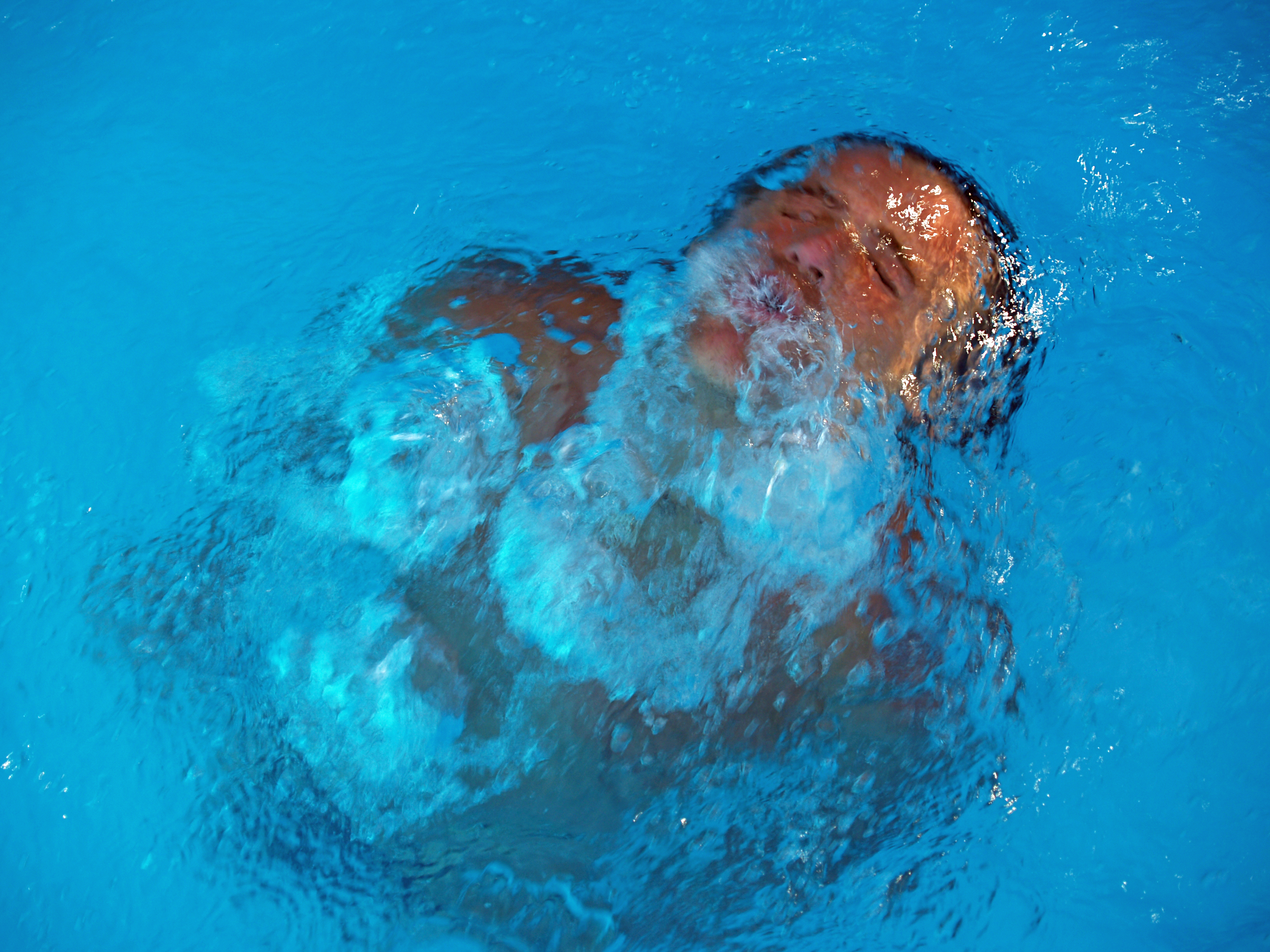
فقاعات هواء لرجل يطفوء في سطح حوض.

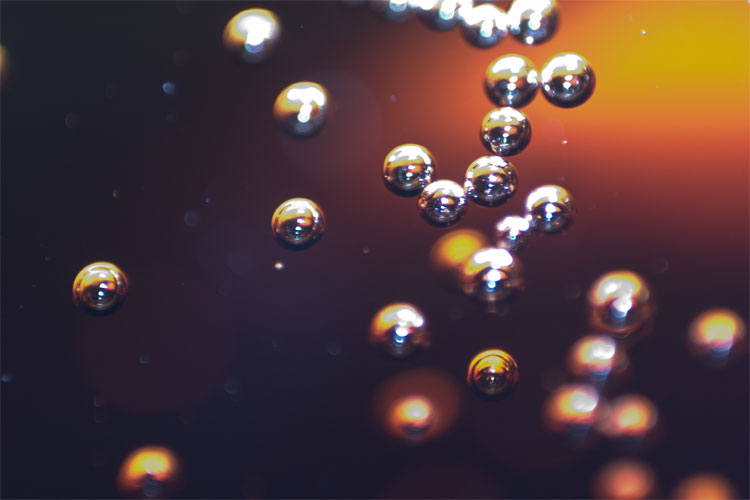
فقاقيع غاز في مشروب غازي

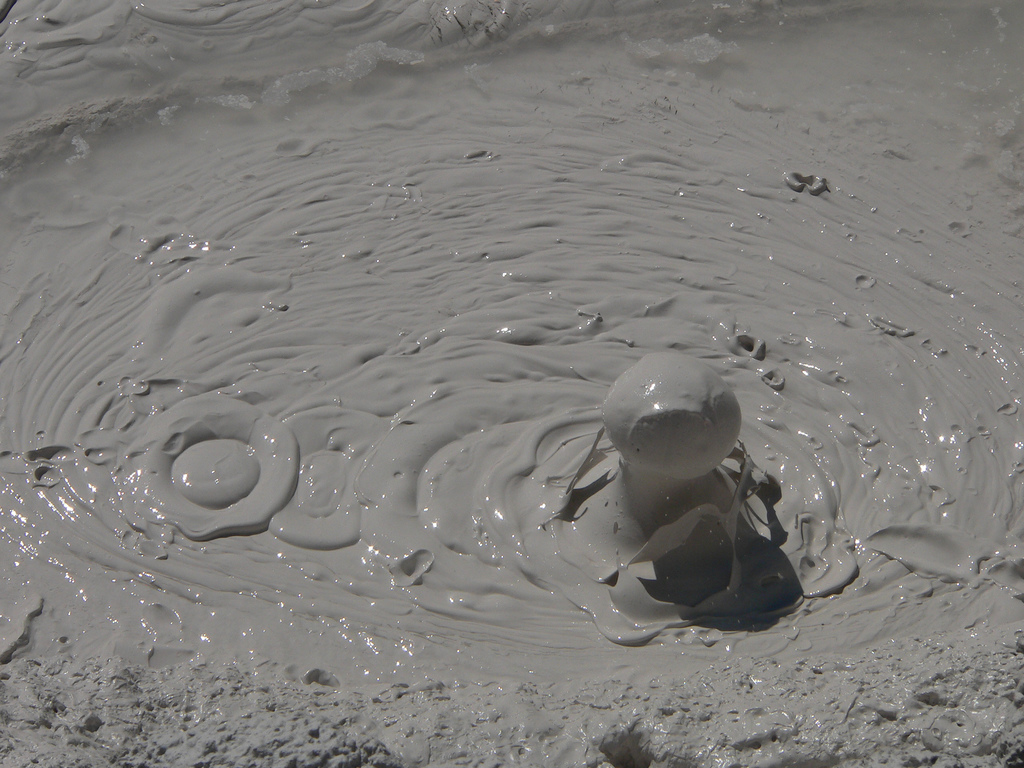
فقاعة من الغاز في وعاء طين

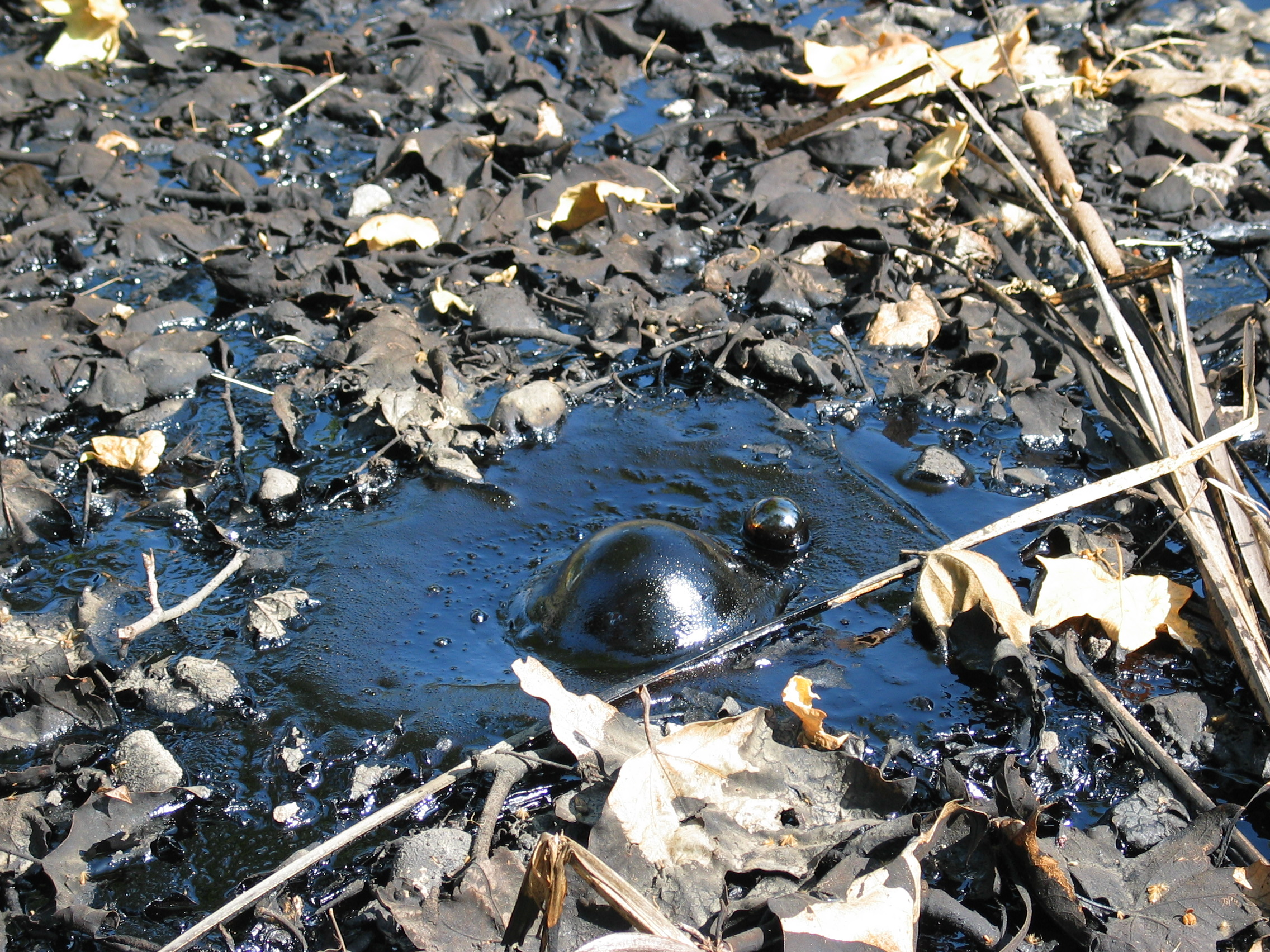
فقاعة من الغاز في حفرة قطران

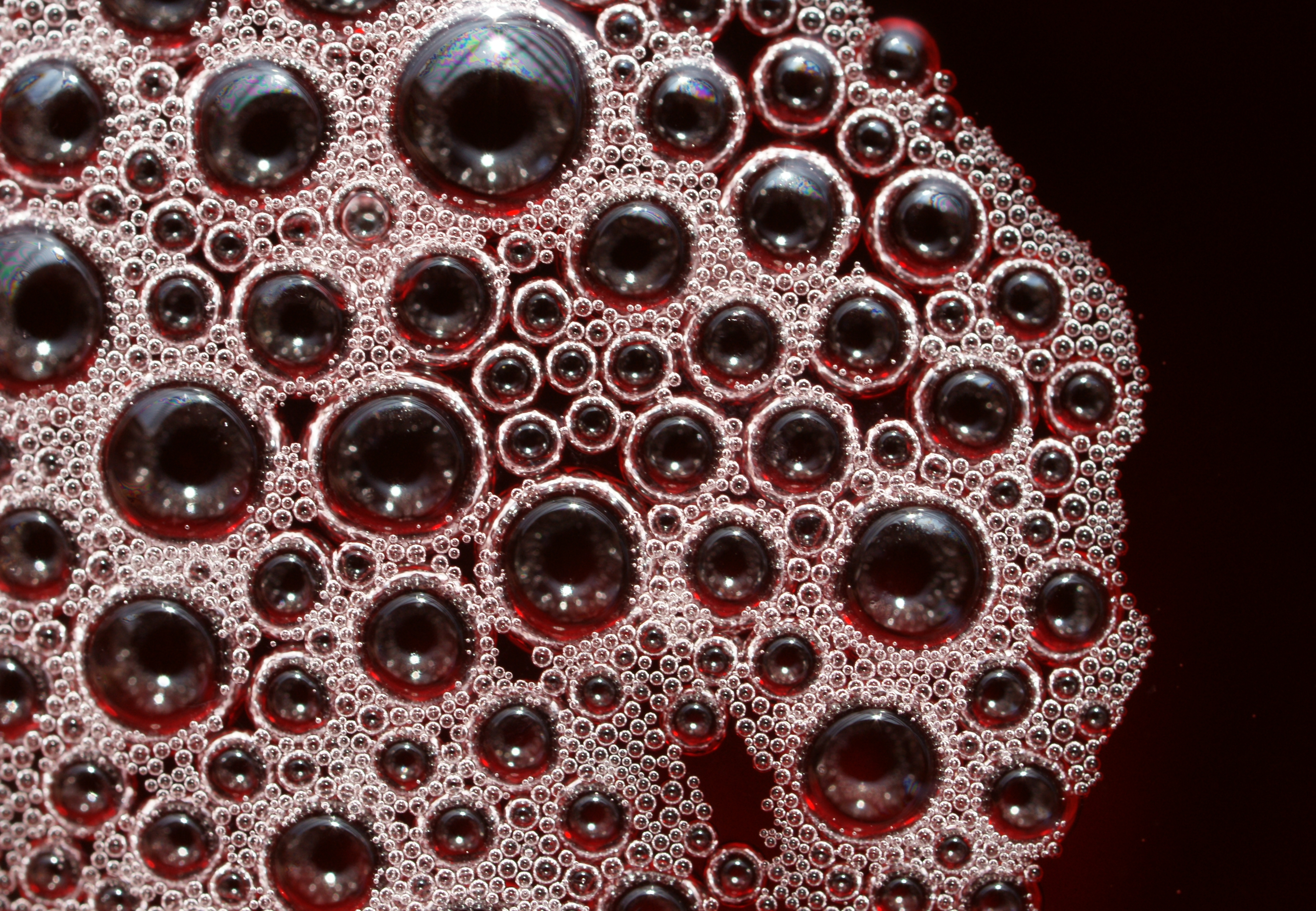
فقاقيع رغوة.

الفقاعة هي عبارة عن جيب كروي من طور في طور آخر، وعادة ما تكون طور غاز في طور سائل.
ويرجع ذلك إلى تأثير مارانجوني، قد تبقى الفقاعات سليمة عند وصولها إلى سطح المادة التي يغمرها.
الفقاعات التي تتجمع لتكون الرغوة التي تعلو الكثير من السوائل، هي جزء مهم من حياتنا اليومية

## الأمثلة الشائعة
نجد الأمثلة على الفقاعات في أماكن كثيرة في الحياة اليومية، على سبيل المثال:
- كما في التنوي التلقائي عند فرط التشبع بغاز ثاني أكسيد الكربون في المشروبات الغازية.
- كما في بخار ماء في الماء المغلي.
- كما في الهواء المخلوط في المياه المهتاجة، مثل تحت الشلال.
- كما في زبد البحر.
- وأيضا تلك المنبعثة في التفاعلات الكيميائية، على سبيل المثال صودا الخبز + الخل.
- والناتجة من غاز محصور في الزجاج أثناء تصنيعه.
- وجود فقاعة هواء في محلول فلوريسئين والماء أو (الكحول) هو جزء أساسي من مستوى السبيرتو.

## الخواص الفيزيائية والكيميائية
تتكون الفقاعات، وتتجمع، في أشكال كروية، لأن تلك الأشكال يمكن تكونها عند حالة ذات طاقة أقل.وراء ذلك علوم الفيزياء والكيمياء.
الفقاعات تحكمها قوانين فيزيائية صارمة ومعقدة. فبالرغم من أن شكلها كروي، وتمتلك أقل طاقة ممكنة، إلا أنها عند تجمعها وضغطها، تحاول أن تحافظ على الشكل الكروي، وفي حال زيادة الضغط الواقع عليها وللوصول إلى الحالة الأقل طاقة، فإنها تنبعج نحو الداخل ليصبح مجموع سطوحها أقل ما يمكن. وقد دلت الدراسات الرياضية التي أجريت عليها، أن تلك الفقاعات المتجاورة تلتقي كل ثلاث منها لتشكِّل عنقوداً صغيراً وعند رسم خط وهمي بين مراكز تلك الفقاعات الثلاثة، فإنه تتشكل زاوية 120 درجة بين خطوط المراكز.

### تشكُل الفقاعات
تتكون الفقاعات عن طريق خلط سائل كالماء مع الغاز تحت ضغط أو رج. وفور إزالة ذلك الضغط أو تخلخله، يندفع الغاز إلى الخارج، ليشكِّل الفقاعات التي تتجمع لتكون الرغوة. وتختلف خواص تلك الفقاعات تبعاً لنوع الغاز المستخدم، ووجود مواد مضافة إلى الماء، ففي المشروبات الغازية يضاف غاز ثاني أكسيد الكربون الذي يشكِّل فقاعات متماسكة، تدوم لفترة طويلة نسبياً، كما قد تتشكَّل تلك الفقاعات، خلال بعض التفاعلات الكيميائية المنتجة للغازات وفي عمليات التخمر الحيوية، كما طوَّر الباحثون طرقاً خاصة لتصنيع الرغوة المعدنية من الرصاص أو الألومنيوم.
إن فقاعات الرغوة، وبالرغم من كونها سريعة التحطم، إلا أنه يمكن زيادة تماسكها عن طريق خلط الصابون والجليسيرين في الماء، حيث تتشكَّل فقاعات تدوم لفترة أطول، وهذا يعود إلى أن جزيئات تلك المواد المضافة، ذات صفتين متناقضتين، تحب الماء وتكرهه، وبالتالي يتكون رأس ينجذب إلى الماء وذيل يكره الماء ويرتفع في الهواء، بطول يبلغ أجزاء من المليون من الملليمتر، وبالتالي فإن تلك الفقاعات الناتجة عن وجود الصابون في الماء، تتكون من غشاء مائي يحيط به غشاء من جزيئات الصابون مما يكسبها صفة التماسك.

### المظهر
تتميز الفقاعات السائلة بجمالها الأخاذ. فهي تنتظم في أشكال وعناقيد مختلفة، وبالرغم من الفوضى الظاهرية التي تحكمها، إلا أنها في الواقع تتصرف ضمن قوانين فيزيائية محددة.
يمكن للإنسان ان يرى الفقاعات لأن لها معامل انكسار مختلفة من المادة المحيطة بها. على سبيل المثال، (IR) الأشعة تحت الحمراء تختلف عن الهواء بما يقرب 1.0003 والأشعة تحت الحمراء عن الماء ما يقرب من 1.333. قانون سنيل يصف كيفية تغيير الاتجاه للموجات الكهرومغناطيسية عند واجهة بين اثنين من الوسائط مع الاشعة تحت الحمراء المختلفة، وبالتالي يمكن التعرف على الفقاعات من الانكسار المصاحبة و الانعكاس الداخلي حتى وإن كانت مغمورة وتغمر وسائط شفافة.

## استخدامات الفقاعات في حياتنا اليومية
تستخدم الفقاعات في العديد من مناحي حياتنا، مثلا: في التصوير الطبي الموجات فوق الصوتية.
- فعملية غسيل الملابس مثلاً على تكون الفقاعات . فطرف يحب الماء وطرف يكره الماء، وبالتالي فإنها تعمل على إزالة الأوساخ العالقة في الملابس. وبالمثل، فإن الفقاعات تستخدم في عمليات التنظيف المختلفة التي يعتمد مقدار تكونها على عدة عوامل، منها نوع مادة التنظيف ووجود شوائب وأملاح ذائبة في الماء (عسرة الماء) و درجة الحرارة ، كما تستعمل أنواع خاصة من الرغوة لتنظيف بعض المواد والأدوات الحساسة للماء.
- نستطيع استخدام فقاعة صغيرة من الجرافين لصناعة عدسة بصرية قابلة لتغيير البعد البؤري ، هذا ما يسعى لتحقيقه علماء الفيزياء في بريطانيا، حيث تمكنوا من التحكم بانحناء مثل هذه الفقاعات عن طريق تطبيق جهد خارجي[2]
- تستخدم الرغوة، التي هي عبارة عن عدد كبير من الفقاقيع الصغيرة، أيضاً، في العديد من العمليات الصناعية والكيميائية والتعدينية، حيث تستخدم في عمليات فصل الشوائب العالقة في الركام المعدني، وفي عمليات رفع تركيز المعادن في خاماتها، وتعرف هذه العملية بالتعويم (Flotation).[3]

حيث تعمل الرغوة أو الزبد على فصل المعادن والأملاح المعدنية العالقة في السوائل عن طريق التصاقها بفقاعات الغاز، وبالتالي ترتفع المادة الصلبة التي التصقت بفقاعات الغاز دون غيرها إلى الأعلى، وتُعد عملية التعويم من عمليات الفصل الفيزيائية الرخيصة والمستخدمة على نطاق واسع لفصل الأملاح المعدنية المتشابهة كيميائياً، وفي عمليات رفع تركيز الخامات المعدنية من أجل صهرها وتنقيتها.
وتجري عملية التعويم في خلايا خاصة، فيتم توليد فقاعات هوائية فيها تتوزع وتنتشر خلال المخلوط المعلق لتكون الرغوة التي ترتفع إلى أعلى داخل تلك الخلايا بسبب قلة كثافتها، فالحبيبات الصلبة القابلة للابتلال (Wettability) أو التي تألف الماء (Hydrophilic) تبقى معلقة في الماء، بينما الحبيبات الصلبة التي لا تألف الماء (Hydrophobic) أو التي لا تبتل بسهولة، تلتصق بفقاعات الهواء وترتفع إلى السطح ويتم فصلها. ومن أجل إنجاح هذه العملية تتم إضافة بعض العوامل الكيميائية التي تحافظ على تماسك الرغوة لتفادي انفجار الفقاعات أثناء إجراء عملية التعويم.
- وإضافة إلى ما تقدم، تستخدم الرغوة في بعض حالات الحوادث الكيميائية أو النووية، لمنع التلوث البيئي الذي قد يحدث، إذ تحاط المواد الخطرة المتشكلة برغوة صلبة تمنع انتشارها وتعمل على تثبيتها، كما تستخدم الرغوة في مكافحة النيران، حيث إنه وبسبب كونها خفيفة، فإنها تحيط وتطفو فوق المواد المحترقة، وتحجب بالتالي الهواء عنها وتخمد بذلك النيران. ولذلك تستخدم في إخماد الحرائق التي تنشب في المواد التي يخشى أن يتسبب الماء بتلفها، كالكتب والأجهزة الكهربائية والإلكترونية.
- ذبابة الماء يمكن أن تتنفس تحت الماء عن طريق التنفس بسرعة من خلال خلق فقاعة.[4]